# Ачмиз, Казбек Гучипсович

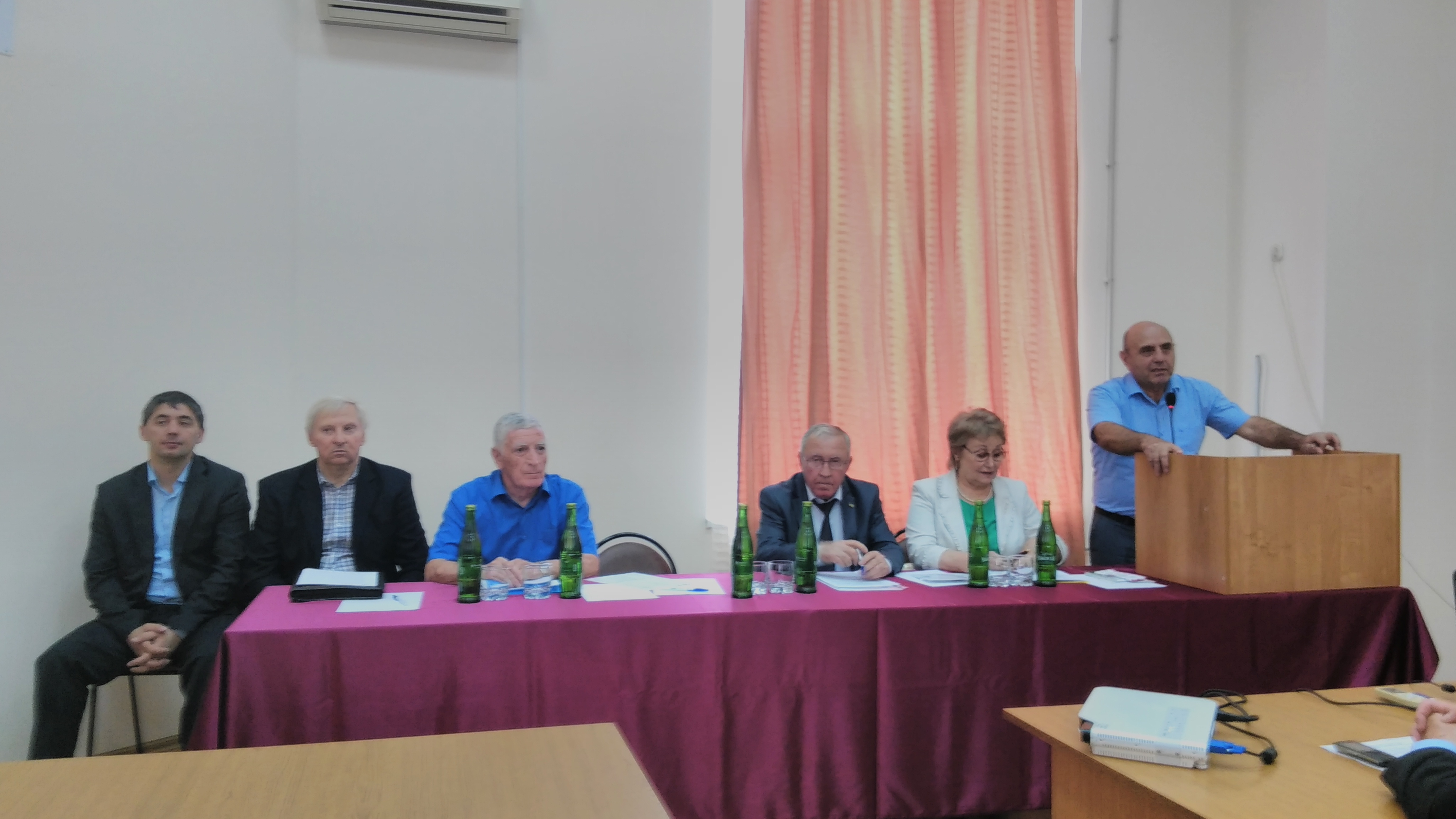
Ачмиз К. Г. на конференции. Майкоп 2017.

Казбек Гучипсович Ачмиз (18 марта 1946, Туапсе, Туапсинский район, Азово-Черноморский (Краснодарский) край, РСФСР, СССР) — советский историк, доктор исторических наук, доцент АГУ, заведующий отделом истории Адыгейского республиканского института гуманитарных исследований (с 2016 г.). Заслуженный деятель науки Кубани и Адыгеи. Член-корреспондент Адыгской (Черкесской) международной академии наук.

## Биография
Родился 18 марта 1946 года в Туапсе в семье учителей. Адыг. Окончил Адыгейское педагогическое училище с отличием (1964 г.), физико-математический факультет Адыгейского государственного педагогического института (ныне АГУ) (1969 г.), исторический факультет Кубанского государственного университета (1983 г.), аспирантуру при КубГУ (1986).
С 1967 года работал в СОШ № 6 города Майкопа преподавателем факультативных занятий по музыкальному искусству, учителем математики, в 1970 – 1975 гг. заведующим отделом пропаганды и агитации Адыгейского обкома ВЛКСМ.
В 1975 году был избран ответственным секретарём Адыгейской областной организации Всероссийского общества «Книга», с января 1987 по октябрь 1988 года работал учёным секретарём Адыгейского научно-исследовательского института экономики, языка, литературы и истории (ныне АРИГИ им. Т.М. Керашева). 
В октябре 1988 года назначен директором Адыгейского педагогического училища (ныне Адыгейский педагогический колледж им. Х. Андрухаева), с марта 2014 года работает главным научным сотрудником отдела истории Адыгейского республиканского института гуманитарных исследований им. Т.М. Керашева. В январе 2016 года назначен заведующим отделом истории АРИГИ им. Т.М. Керашева. 
Доктор исторических наук, доцент АГУ, член-корреспондент Адыгской (Черкесской) международной академии наук и Академии военно-исторических наук, отличник народного просвещения РФ (1995 г.), Заслуженный работник народного образования Республики Адыгея (2003 г.), Заслуженный учитель Кубани (2005 г.). Награждён Почётным знаком Государственного Совета-Хасэ Республики Адыгея «Закон. Долг. Честь». (2015 г.)
Является автором ряда книг, научных статей и учебных пособий и программ по проблемам истории Северного Кавказа, ратного и трудового подвига народа в Великой Отечественной войне, патриотического воспитания молодёжи, профессиональной подготовки подрастающего поколения. В педколледже и Адыгейском госуниверситете в разные годы вёл предметы – политэкономия, социально-политическая история XX века, история народов Северного Кавказа. 
Депутат Краснодарского краевого Совета народных депутатов (1990-1991 гг.) В период становления Адыгеи как самостоятельного субъекта Российской Федерации, вошёл в состав общественного движения «Комитет 40», после I съезда адыгейского народа (1990 г.) был избран заместителем председателя Исполнительного Комитета съезда адыгейского народа (ИКСАН). Представлял Адыгею в Конфедерации Народов Кавказа (КНК) с 1990 года в качестве члена Парламента КНК. В период грузино-абхазского конфликта (1992—1993) вошёл в состав Комитета солидарности с народом Абхазии, затем в конце августа 1992 года, возглавил этот Комитет. 
Являлся Председателем Комиссии по государственным наградам при Президенте Республики Адыгея (2002-2007 гг.), членом рабочей группы по совершенствованию и развитию исторического образования Комиссии при Президенте Российской Федерации по противодействию попыткам фальсификации истории в ущерб интересам России (май 2009 - январь 2012 гг.); Заместитель Председателя Общественной Палаты Республики Адыгея (с 2011 г. по апрель 2015 г.), член ОП РА. Председатель правления Адыгейской республиканской общественной организации общество «Знание» России (с 1997 г.), член Правления общества "Знание" России (с 2006 г.) С 2010 г. возглавлял Адыгейское региональное отделение ассоциации учителей истории.
Доцент кафедры истории АГУ. Адыгейского республиканского института гуманитарных исследований (2009-2017).
2017 — 2020 годы возглавлял Адыгейское региональное отделение Российского военно-исторического общества (РВИО). Член РВИО.
Женат, имеет двух дочерей.

## Награды и звания
Награждён знаком ДОСААФ «За активную работу» (1974 г.), Памятной медалью Центрального штаба (председатель Маршал Советского Союза И. Х. Баграмян) за активное участие во Всесоюзном походе комсомольцев и молодёжи по местам революционной, боевой и трудовой славы советского народа (1976 г.) и Памятными медалями «100 лет со дня рождения М.А. Шолохова» (2005 г.), «300 лет М.В. Ломоносову» (2011 г.), наручными часами с государственной символикой и надписью «Ты нужен России» (2013 г.), За заслуги и вклад в развитие просвещения, образования и духовно-нравственного воспитания награждён Высшей Национальной Наградой Общественного Признания в сфере образования Орденом им. А.С. Макаренко (2008 г.), За выдающиеся профессиональные достижения, вклад в развитие науки, просвещения и образования, способствующего процветанию, славе и величию России награждён Высшей Национальной Наградой Общественного Признания Заслуг и Достижений Граждан Орденом «Лучший педагог России» (2010 г.), За заслуги в просветительской деятельности Всесоюзным Обществом «Знание» награждён знаком «За активную работу» (1997 г.), Обществом «Знание» России медалью имени академика И.И. Артоболевского «За заслуги в просветительской деятельности» (2011 г.) и серебряной медалью имени академика И.Ф. Образцова «За вклад в российское просветительство» (2008 г.), медалью АГУ «За заслуги перед университетом» (2010 г.). Член Союза журналистов Российской Федерации (с 2012 г.).
- Заслуженный деятель науки Кубани (30.09.1995г.)
- Почётная грамота Госсовета-Хасэ Республики Адыгея (5.04.1991г.)
- Медаль «За заслуги перед университетом» (28.09.2010 г.)
- Почётный знак Государственного Совета-Хасэ Республики Адыгея "Закон.Долг.Честь" (7.04.2014 г.)
- Медаль "75 лет АГУ" (2015 г.)
- Медаль «25 лет Республики Адыгея» (10.10.2016 г.)
- Медаль «За отвагу» (Абхазия)

## Научные работы

### Монографии
1. Документы и материалы по истории Адыгейской организации ВЛКСМ. 1917 – 1985. /Сост. К.Г. Ачмиз, Р.И. Бибичева, Б.М. Джимов, Б.И. Шекультиров/– Майкоп, 1985. Автору принадлежит раздел: Комсомол Адыгеи в годы Великой Отечественной войны в тылу и на фронте. – 3,75 п. л.
2. В труде, как в бою! О трудовом подвиге комсомольцев и молодежи Адыгеи в годы Великой Отечественной войны 1941-1945 годов.- Майкоп, 1985. – 1,4 п.л.
3. История промышленности и рабочего класса Адыгеи (1917 – 1991гг.). – Майкоп, 1991. Автору принадлежат главы и параграфы «В годы суровых испытаний», «В поисках резервов производства». – 3,88 п.л.
4. История сельского хозяйства и крестьянства Адыгеи (1870-1993гг). – Майкоп, 1994. Автору принадлежит глава «Сельское хозяйство и крестьянство Адыгеи в предвоенные годы. – 2,10 п.л.
5. Наша маленькая академия: Статьи, очерки, воспоминания. К 75-летию со дня основания первого профессионального учебного заведения Адыгеи - Адыгейского педагогического колледжа им. Х. Андрухаева. – Майкоп, 2000. – 15,8 п.л.
6. Прикосновение к подвигу: Рассказы и очерки о ратных и трудовых подвигах тружеников Кубани, поисковой работе юных следопытов. – Майкоп, 2005. – 17,22 п.л. (Совместно с Г.У. Ачмиз).
7. Подвиг народа-победителя в Великой Отечественной войне: Полемические заметки. – Майкоп, 2005. – 1,89 п.л.
8. Поколение сороковых. Трудовой подвиг сельской молодежи в Великой Отечественной войне. Научное издание. - Майкоп, 2006. – 20,75 п.л.
9. Адыгея в дни Великой Отечественной войны. – Майкоп, 2008. – 21.84 п.л. (Совместно с В.М. Глуховым).
10. Эстафета поколений: Из истории комсомола Адыгеи. – Майкоп, 2009. – 24.5 п.л.
11. Кавказская война в исторической памяти народов России. Сборник статей. Научное издание. – Майкоп, 2015. – 10,5 п.л.

### Учебно-педагогические и методические издания
1.Ачмиз К.Г., Мальцев В.Н., Чеучев Н.Ш., Шебзухова Ф.Х.. История Адыгеи: Учебник для 10-11 кл. / Под ред. К.Г.Ачмиза. — Майкоп: Адыгейское респ. кн. изд-во,(ГУРИПП Адыгея). — 160 с.
(К.Г. Ачмизу принадлежат: § 11 гл. III, гл. V, VI, VII, X). – 10.0 п.л.
2. Ачмиз К.Г., Мальцев В.Н., Чеучев Н.Ш., Шебзухова Ф.Х.. История Адыгеи. Учебное пособие для 9 класса общеобразовательных учреждений / Под ред. К.Г.Ачмиза. — Майкоп: Адыгейское респ. кн. изд-во,(ГУРИПП Адыгея), 2002. — 316 с. — ISBN ISBN 5-7608-0376-X. (К.Г.Ачмизу принадлежат: предисловие, хроника основных событий и §§ 10-21. §§ 8, 9, 29, 31 написаны в соавторстве). – 19.75 п.л.
3. Программа курса истории Адыгеи VIII-XI классы.- Майкоп, 1989. (К.Г.Ачмиз является одним из составителей программы для X-XI кл.) – 2.56 п.л.
4. Программа по истории Адыгеи (9 класс).- Майкоп, 2002. – 24 с. (К.Г. Ачмиз является разработчиком программы). – 1.26 п.л.
5. История Адыгеи. Национально-региональный компонент государственного стандарта основного общего образования.- Майкоп, 2005.- 28 с. (К.Г.Ачмиз является членом авторского коллектива по разработке стандарта). – 1.5 п.л.
6. Комсомол – нашей доблестной партии сын: Методические и библиографические материалы в помощь комсом. активу, орг. общ-ва книголюбов и биб-кам по пропаганде лит-ры о комсомоле. – Майкоп, 1978. – 24 с. В соавторстве с Г.К.Чемсо, Р.Ф.Корниенко, Т.М.Мамлиной. – 1.4 п.л.
7. Писатели Адыгеи: Биографический справочник. – Майкоп, 1978. – 1,75 п.л.
8. Писатели Адыгеи: Биографический справочник /Второе, исправленное и дополненное издание. – Майкоп, 1981. – 2,1 п.л.

### Статьи, в реферируемых ВАКом изданиях
1. Государство и колхозный строй в годы Великой Отечественной войны // Научная мысль Кавказа. СКНЦВШ. Ростов-на-Дону, 2006. № 5. – 0,75 п.л.
2. Феномен патриотизма российских граждан: история и современность. // Известия ВУЗов. Северо-Кавказский регион. Общественные науки. Ростов-на-Дону, 2006. № 8. – 0,6 п.л.
3. Участие молодежи Северо-Западного Кавказа в создании фондов обороны в период Великой Отечественной войны. // Научная мысль Кавказа. СКНЦВШ. Ростов-на-Дону, 2006. № 10. – 0,6 п. л.
4. Трудовые инициативы сельской молодежи Северо-Западного Кавказа в годы Великой Отечественной войны. // Научная мысль Кавказа. СКНЦВШ. Ростов-на-Дону, 2006. № 11. – 0,8 п. л.
5. Если завтра война: Сельский комсомол Северо-Западного Кавказа в предвоенные годы // Вестник Дагестанского научного центра РАН. Гуманитарные науки. Махачкала, 2006. №26. – 0,5 п.л. Общий объем статей - 3,25 п.л. 
6. Вклад сельской молодежи Северо-Западного Кавказа в Победу. К историографии проблемы // Вестник Адыгейского государственного университета. Майкоп, 2006. № 2. – 1,5 п.л.
7. Подвиг народа-победителя в Великой Отечественной войне (полемические заметки) // Вестник АГУ. 2006. № 3(22). – 0.9 п.л.
8. Дети военной поры // Вестник АГУ. 2007. № 1(25). – 1.2.п.л.
9. Памяти Хасанталя Зачериевича Устока: страницы научной биографии ученого-физика // Вестник АГУ. Серия «Естественно-математические и технические науки». - Вып. 1(76). – Майкоп, изд-во АГУ, 2011. – 0,4 п.л.
10. К вопросу о характере русско-адыгских торговых отношений в годы Кавказской войны // Вестник Адыгейского государственного университета : сборник. — Майкоп, 2014. — Вып. 4 (148). — С. 42—52. — ISSN 2074-1065.
Кроме того К.Г. Ачмиз является автором около 100 опубликованных научных статей по различным аспектам развития Адыгеи, Кубани, Северного Кавказа, проблемам межнациональных отношений, трудового подвига народа в Великой Отечественной войне, государственно-правовых отношений, проблемам профессиональной подготовки и патриотического воспитания молодежи. Общий объем изданных работ составляет более 220 п.л.